# 1981年2月4日の日食

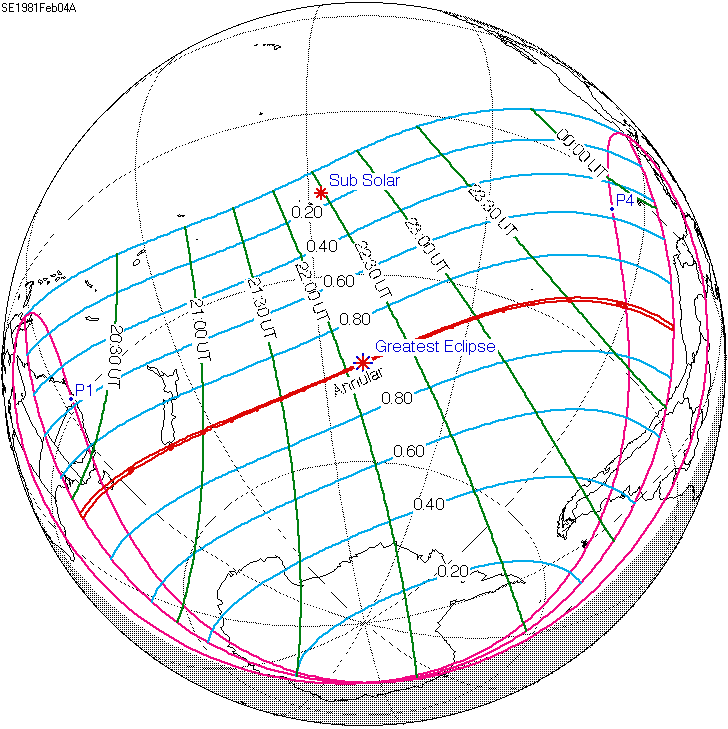

1981年2月4日の日食は、1981年2月4日に観測された日食である。オーストラリアとニュージーランドの数少ない島で金環日食が観測され、オセアニア中南部、南アメリカ西部、南極大陸の大部分及び以上の地域の周辺の一部で部分日食が観測された。

## 通過した地域
金環帯が通過した、金環日食が見えた地域はほとんど太平洋上で、陸地はただオーストラリア南部のタスマニア島南部とニュージーランド南部のスチュアート島南部とその2島に隣接するもっと小さい島（金環食は現地時間2月5日）。
また、金環日食が見えなくても、部分日食が見えた地域はオーストラリア中東部、メラネシアの南半分、ポリネシア中南部、中央アメリカ南西部、南アメリカ西部と南部、南極大陸のほとんど（アフリカに近い沿岸部を除く）だった。そのうち国際日付変更線の東にある部分では現地時間2月4日に日食が見え、西の部分では現地時間2月5日に見えた。

## 観測
オーストラリアのタスマニア天文学会は、太陽の直径を測定するため、タスメニア島の金環帯の南北両側の境界線で18の観測地を設置した。しかし、雲の影響で、南北両側の1つずつの観測地しか観測データが取られなかった。アメリカ海軍天文台もタスマニア島でポータブルビデオカメラで部分食の段階を撮影した。なお、月面の縁にある凹凸の山のため、実際の日食時刻は月が均一な球体だと仮定して算出された時刻と些細な違いがあり、イギリス天文協会もタスマニア島で金環日食を観測し、精確な日食時刻を計算する方法について研究した。